# Oedaspis kaszabi
Oedaspis kaszabi
 es una especie de insecto del género Oedaspis de la familia Tephritidae del orden Diptera. 
Richter la describió científicamente por primera vez en el año 1973.